# Ordre du roy
 (juillet 2025).
Pour plus de détails, voir Fiche technique et Distribution.
Ordre du roy est un film muet français réalisé par Michel Carré, sorti en 1909.

## Fiche technique
- Titre : Ordre du roy
- Réalisation : Michel Carré
- Scénario : Michel Carré
- Société de production : Société cinématographique des auteurs et gens de lettres (S.C.A.G.L.)
- Société de distribution :  Pathé Frères
- Pays d'origine :  France
- Métrage : 175 mètres
- Format : Noir et blanc (avec colorisation manuelle) — 35 mm — 1,33:1 — Muet
- Durée : 6 minutes
- Date de sortie : 
  -  France : 8 octobre 1909
  -  États-Unis : 5 janvier 1910

## Distribution
- Dupont-Morgan
- Jean Angelo
- Mathilde Comont (créditée Mathilde Caumont)
- Andrée Marly